# سد وادي قرى
سد وادي قرى هو أحد السدود الواقعة في منطقة جازان جنوب غرب السعودية، ويقع تحديداً شمال شرقي المنطقة بمركز مقزع، شيد في عام 1432هـ الموافق لعام 2011م. يعد وادي قرى أحد تفرعات وادي بيش وكلاهما مسدودان وتفصل بين السدين قرابة 25 كم، حيث يلتقي الواديان في قرى محافظة بيش الشرقية، وفاض مراراً سد وادي قرى، بحسب الأهالي، ويشيرون إلى أن بحيرة سد قرى في موقع ضيق لا تتناسب مع حجم الوادي الذي يتدفق بكميات كبيرة من أعالي الجبال مطالبين بتصريف دوري لمياه السدود التي لا تستخدم للتنقية.